# A Short Life and a Merry One
A Short Life and a Merry One è un cortometraggio muto del 1913 diretto da Charles H. France.

## Trama
Un vagabondo cencioso, vagando per la campagna si imbatte in uno spaventapasseri in un campo di grano. "Ecco un lavoro che mi piace; basta stare fermi tutto il giorno e guardare di brutto i corvi". Dopo avere partorito questa grande considerazione, l'uomo si getta a terra per farsi una dormitina. Un malizioso folletto che ha sentito ciò che ha detto, decide di prenderlo sul serio e lo mette al posto dello spaventapasseri. Riporta in vita quest'ultimo e gli regala la sua bacchetta magica, dicendo che con quella potrà ridare vita agli oggetti inanimati ma che la sua vita finirà nel momento stesso in cui la bacchetta lascerà la sua mano.

Entusiasta, lo spaventapasseri parte subito per la città. Lungo la strada, incontra un suo simile: toccato dalla bacchetta magica, l'altro spaventapasseri prende vita. Poi a essere riportato in vita sarà un manichino di un negozio. I tre compagni adesso vengono attratti da una bella signorina di cera che appare a una finestra. Il primo spaventapasseri se la porta via ma, temendo di avere nel manichino un pericoloso rivale, lo costringe a prendere il posto della ragazza alla finestra. La situazione sta prendendo una brutta piega quando alla fine, finalmente, il vagabondo si sveglia.

## Produzione
Il film fu prodotto dalla Edison Company.

## Distribuzione
Distribuito dalla General Film Company, il film - un cortometraggio di 200 metri - uscì nelle sale cinematografiche degli Stati Uniti il 6 ottobre 1913. Nelle proiezioni, veniva programmato con il sistema dello split reel, accorpato in un'unica bobina con un altro cortometraggio prodotto dalla Edison, il documentario Birds of the Southern Sea Coast.